# Präsidentschafts- und Parlamentswahl in Haiti 1995

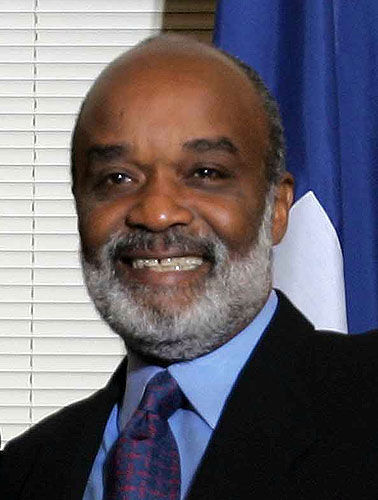
René Préval (2006)

Die Wahlen in Haiti 1995 umfassten die Wahl von zwei Dritteln des aus 27 Mitgliedern bestehenden Senats und die Wahl aller 83 Mitglieder der Abgeordnetenkammer sowie die Präsidentschaftswahl am 17. Dezember 1995,  Die Senatoren und Abgeordneten wurden in zwei Wahlgängen bereits am 25. Juni und am 17. September 1995 gewählt. Gleichzeitig fanden auch Kommunalwahlen statt.
Die Wahlbeteiligung lag bei der Präsidentschaftswahl bei 28 Prozent und bei den Wahlen zu den Kammern des Parlaments bei 31 Prozent der 3.668.049 registrierten Wahlberechtigten.
René Préval wurde haitianischer Präsident und die Partei Lavalas von Jean-Bertrand Aristide gewann die absolute Mehrheit in beiden Kammern des Parlaments.

## Hintergrund

### Innenpolitische Lage
Am 15. Oktober 1994 kehrte Präsident Jean-Bertrand Aristide aus seinem dreijährigen Exil nach Haiti zurück, nachdem er, im Jahr 1990 gewählt, im Jahr 1991 durch einen von General Raoul Cédras angeführten Staatsstreich gestürzt worden war. Er wurde auf Druck der Vereinigten Staaten wieder als Präsident eingesetzt. Sein Mandat lief gemäß der Verfassung von 1987 im Jahr 1995 aus. Die Verfassung erlaubte keine unmittelbare Wiederwahl.
Ebenso lief die Amtszeit des im Dezember 1990 gewählten Parlaments am 7. Februar 1995 ab. Eine Neuwahl war daher für das gesamte Abgeordnetenhaus (83 Sitze), zwei Drittel des Senats (18 der 27 Sitze), 1.695 lokale Mandatsträger, darunter 399 Bürgermeister (jeweils für eine Amtszeit von vier Jahren), vorzusehen. Aristide hatte seine Absicht erklärt, die Wahlen abzuhalten, zögerte jedoch nach drei Jahren im Exil die Durchführung hinaus.

### Internationale Beobachtung
Um den reibungslosen Ablauf der Wahlen zu gewährleisten, wurde eine Mission der Vereinten Nationen und der Organisation Amerikanischer Staaten (OAS) damit beauftragt, das gesamte im Land eingerichtete Wahlsystem zu überwachen. Auf der Grundlage dieser Mission leitete der frühere amerikanische Präsident Jimmy Carter diese Delegation vom 23. bis 26. Februar 1995. Der Kommission gehörten der frühere Premierminister von Belize, George Price, der US-Senator Sam Nunn und der amerikanische General Colin Powell sowie der in Port-au-Prince stationierte US-Botschafter Gordon Streeb an.
Die VN/OAS-Delegation kam zu dem Schluss, dass seit Mitte Oktober 1994 bedeutende Fortschritte erzielt worden seien, aber noch ein langer Weg zurückzulegen sei. Die nächsten Schritte würden für die Wahlen zum Parlament und zu den Gemeinderäten von entscheidender Bedeutung sein.
Der wesentliche Unterschied zwischen den Wahlprozessen von 1987 oder 1990 einerseits und dem von 1995 andererseits war die Sicherheitslage. Die Anwesenheit von 6.000 UN-Soldaten, die Anwesenheit von 900 internationalen Polizeibeobachtern und das Fehlen einer haitianischen Armee sorgten für ein Maß an Sicherheit, das Haiti seit Jahrzehnten nicht mehr erlebt hatte. Dennoch wurden einzelne Kandidaten bedroht und einige von ihnen getötet. Die Ziele befanden sich auf beiden Seiten des politischen Spektrums. Mireille Durocher Bertin, eine gegen Aristide aktive Politikerin, wurde ermordet. Ein ehemaliger Abgeordneter der Front national pour la convergence démocratique (FNCD) und ein Mitglied der Bauernbewegung Papaye wurden ebenfalls getötet.

### Wichtigste politische Kräfte
Die Front national pour la convergence démocratique (FNCD; Nationale Front für Demokratische Konvergenz) war das Wahlbündnis, das Aristides Präsidentschaftskandidatur im Jahr 1990 getragen hatte. «Lavalas» (deutsch: Erdrutsch, Lawine) war das populäre Schlagwort des Bündnisses. Die Front zerbrach später. Evans Paul, der populäre Bürgermeister von Port-au-Prince, hielt an der FNCD fest, während Gerard Pierre-Charles die Plate-forme politique Lavalas Lavalas (PPL) organisierte. Dafür vereinte er die Organisation populaire Lavalas (OPL) mit dem von Gesner Comeau geführten Mouvement Ouvrier Paysan (MOP) und der von Renaud Bernadin geführten Parti Louvri Barye (PLB). Dieser Lavalas-Block hatte keinen charismatischen Führer und sah als einen möglichen Nachfolger von Präsident Aristide Evans Paul, der damit Hauptrivale des Präsidenten wurde.
Präsident Aristide erklärte der Carter-Delegation bei ihrem Besuch im Februar 1995, dass er beabsichtige, über dem politischen Wahlkampf zu stehen und als Garant des demokratischen Prozesses zu fungieren. Diese Stellungnahme beunruhigte die militante Basis, die Evans Paul als Nachfolger Aristides sah. Im letzten Monat des Wahlkampfes gab Aristide dem Lavalas-Block seine Unterstützung. Kandidat wurde René Préval, der bis dahin als Premierminister fungiert hatte.

## Ergebnisse

### Abgeordnetenkammer
| Partei                                                            | Sitze |
| ----------------------------------------------------------------- | ----- |
| Plate-forme politique Lavalas (PPL)                               | 68    |
| Front national pour le changement et la démocratie (FNCD)         | 2     |
| Comité national du congrès des mouvements démocratiques (KONAKOM) | 1     |
| Mouvement koumbite national (MKN)                                 | 1     |
| Parti nationaliste progressiste révolutionnaire (PANPRA)          | 1     |
| Rassemblement démocratique chrétien d’Haïti (RDCH)                | 1     |
| unabhängige Bewerber und Kleinstparteien der Opposition           | 9     |
| Gesamt                                                            | 83    |

### Senat
| Partei                                                            | Anzahl Senatoren |
| ----------------------------------------------------------------- | ---------------- |
| Plate-forme politique Lavalas (PPL)                               | 17               |
| unabhängige Senatoren                                             | 7                |
| Comité national du congrès des mouvements démocratiques (KONAKOM) | 1                |
| Front national pour le changement et la démocratie (FNCD)         | 1                |
| Rassemblement démocratique chrétien d’Haïti (RDCH)                | 1                |
| Gesamt                                                            | 27               |

### Präsidentschaft
| Kandidat                  | Partei                                                            | Stimmen  |
| ------------------------- | ----------------------------------------------------------------- | -------- |
| René Préval               | Fanmi Lavalas                                                     | 818.014  |
| Léon Jeune                | unabhängig                                                        | 23.188   |
| Victor Benoît             | Comité national du congrès des mouvements démocratiques (KONAKOM) | 21.513   |
| Rene Julien               |                                                                   | 12.960   |
| Jean Jacques Clark Parent |                                                                   | 12.842   |
| andere Kandidaten         |                                                                   | < 12.000 |
| Gesamt                    |                                                                   | 994.599  |

## Folgen
Während Evans Paul die korrekte Durchführung der Wahl lautstark bezweifelte und der Lavals Betrug vorwarf, konnte René Préval trotz einer Vielzahl innenpolitischer Auseinandersetzungen eine volle Amtszeit durchregieren.